# Sampford Peverell
Sampford Peverell – wieś i civil parish w Anglii, w Devon, w dystrykcie Mid Devon. W 2011 civil parish liczyła 1302 mieszkańców. Sampford Peverell jest wspomniana w Domesday Book (1086) jako Sanforde/Sanforda.